# Верхне-Паратунские источники
Верхне-Паратунские источники — минеральные источники на полуострове Камчатка (Россия, Камчатский край, Елизовский район).
Расположены на левом склоне долины реки Паратунки, в 2,5 км выше первого впадения в неё реки Карымшины и в 16 км юго-западнее села Паратунка. Верхне-Паратунские источники состоят из двух десятков грифонов с температурой от чуть ощутимой до 70 °C, расположенных на высоте до 70 м над дном долины.
Общий дебит терм — 70 л/с, минерализация — 1,32 г/л. Вода хлоридно-сульфатная кальциево-натриевая умеренно кремнистая (до 45 мг/л) и содержанием мышьяка около 0,3 мг/л. Состав свободно выделяющегося газа на 97 % азотный.